# Bob Klose
Rado Robert Garcia „Bob“ Klose (* 1945 Cambridge, Anglie) je britský architekt, kytarista a fotograf. V polovině 60. let 20. století byl členem kapely, z níž po vystřídání několika názvů vznikla skupina Pink Floyd, kterou Klose opustil v roce 1965.

## Počátky hudební kariéry
V roce 1963 vznikla v Londýně studentská kapela Sigma 6, kterou kromě jiných hudebníků tvořili i pozdější členové Pink Floyd Roger Waters, Rick Wright a Nick Mason. Skupina postupně vystřídala několik názvů, spoluhráči se také měnili.
Bob Klose se k této kapele připojil jako kytarista v září 1964, kdy se po příchodu z Cambridge do Londýna zapsal na Regent Street Polytechnic College of Architecture. Brzy nato skupina změnila jméno na The Tea Set a Klose ještě na podzim téhož roku přivedl do kapely svého kamaráda, zpěváka Chrise Dennise. Ten ale v Tea Set nevydržel dlouho, vystřídal jej totiž kytarista a zpěvák Syd Barrett, který vymyslel i jméno The Pink Floyd Sound (později zkrácené na The Pink Floyd a nakonec na Pink Floyd).
Na konci roku 1964 se skupina poprvé (díky známosti) dostala do studia, kde nahrála několik písní, které poté používala jako dema. V roce 2015 byly vydány jako EP s názvem 1965: Their First Recordings. Jedná se o jediné známé nahrávky, v nichž hraje Bob Klose jakožto člen skupiny Pink Floyd.
Klosemu se ale nelíbil styl hudby, který přinesl do kapely Barrett. Zatímco ten prosazoval psychedelickou hudbu, případně pop, Klose měl raději jazz či rhythm and blues. Tlačili na něj i jeho otec a učitelé ze školy, že prý studiu věnuje málo času. Proto v létě 1965 Bob Klose ze skupiny odešel a věnoval se dále studiu architektury.

## Současnost
Bob Klose vystoupil ve filmovém dokumentu The Pink Floyd and Syd Barrett Story z roku 2001, kde potvrdil, že v písních „Lucy Leave“ a „I'm a King Bee“ skutečně hraje na kytaru.
V roce 2006 jej David Gilmour pozval jako studiového hudebníka na natáčení svého alba On an Island, kde Klose hraje v několika skladbách doprovodnou kytaru. Roku 2015 hrál v jedné písni z Gilmourovy čtvrté desky Rattle That Lock.
Roku 2007 účinkoval Klose v rádiovém pořadu BBC „Days in the Life“, který byl věnovaný Pink Floyd.
Klose také hraje na albu Blue River z roku 2008 od dvojice Smith & Mudd.